# Air Ukraine
Az Air Ukraine, ukránul Avialinyiji Ukrajini (ukrán írással: Авіалінії України) ukrán állami légitársaság volt, amely 1992–2002 között működött. Bázisrepülőterei a Boriszpili nemzetközi repülőtér és a Zsuljani repülőtér volt, a cég központja Kijevben volt. Belföldi és nemzetközi vonalakon egyaránt repült, emellett charterjáratokat is üzemeltetett és teherforgalmat is bonyolított. Fennállása alatt nemzeti légitársaságként működött, megszűnése után ezt a funkciót a MAU vette át.

## Története

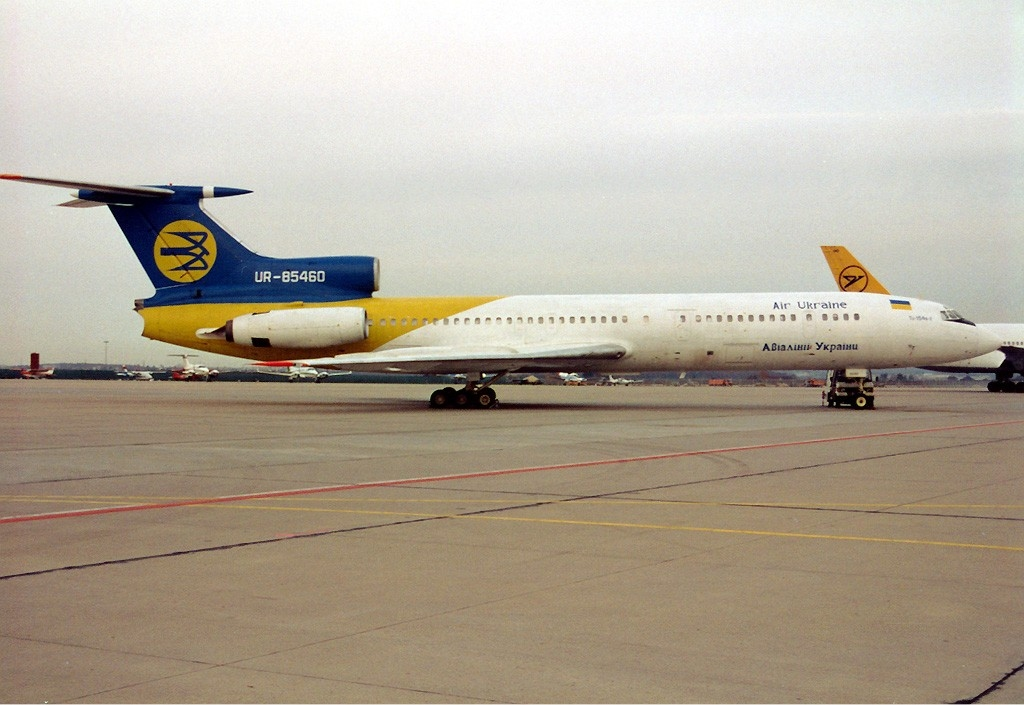
Tu–154-es Stuttgartban 1993-ban

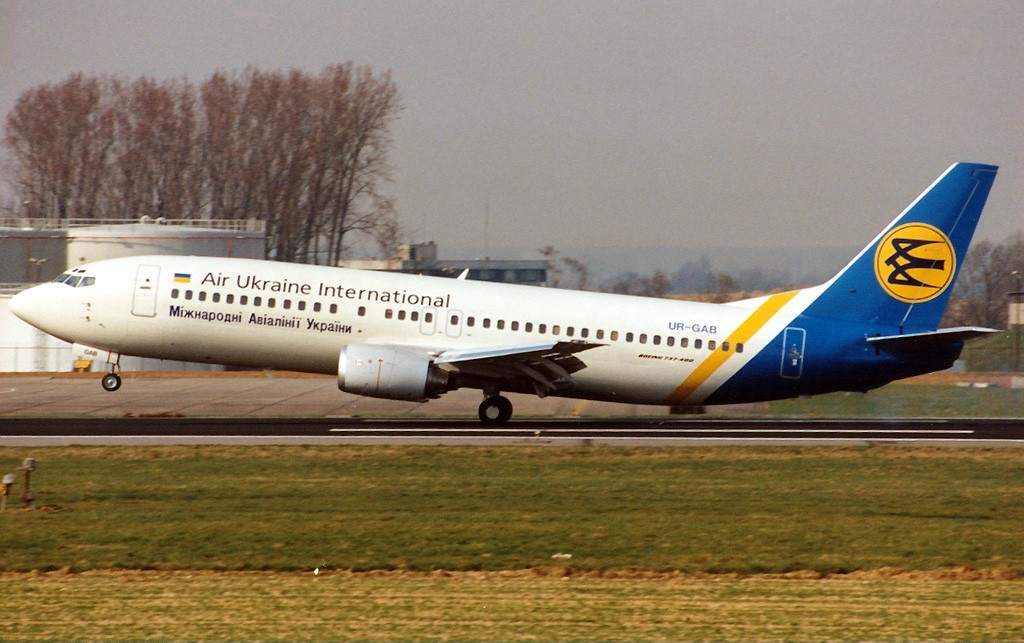
Az Air Ukraine Boeing 737–4Y0 repülőgépe. Ez a gép később, 1994–2003 között a Malév színeiben repült

A légitársaságot a Szovjetunió megszűnésekor az Aeroflot kijevi és néhány kisebb vidéki igazgatósága alapjain és repülőgépeivel hozták létre állami tulajdonú nemzeti légitársaságként. Több mint 300 gépből álló flottája főként a szovjet típusokon alapult. Nagy számban üzemeltek az Air Ukraine légitársaságnál az An–24, L–410, Tu–134, Tu–154 és Jak–40-es repülőgépek, valamint transzatlanti repülésre is alkalmas Il–62-es gépekkel is rendelkezett. A szovjet eredetű gépek mellett néhány Boeing 737-es gépet is üzemeltetett. A teherforgalomra a cégnek Il–76-os és An–124-es teherszállító gépek álltak rendelkezésre.
1996-ig a légitársaság külön erre a célra fenntartott gépeit használták kormányzati feladatokra. 1997-től ezt a tevékenységet egy külön állami cégbe, az Ukrajina légitársasága szervezték ki és ekkor a kormánygépek is átkerültek az új légitársasághoz.

A légitársaság 2002-ben csődbe jutott és decemberben beszüntette a tevékenységét. Erre az időszakra a repülőgépflotta mérete is négy darabra csökkent (három Tu–134 és egy Tu–154). A megmentése érdekében történtek próbálkozások az AeroSzvit és a MAU légitársaságokkal történő összevonásra, de ezek a kísérletek eredménytelenek maradtak. A légitársaság működési engedélyét 2004. július 24-én véglegesen visszavonták az ukrán hatóságok. Az ukrán nemzeti légitársaság funkcióját ekkortól a szintén állami tulajdonban lévő MAU vette át.

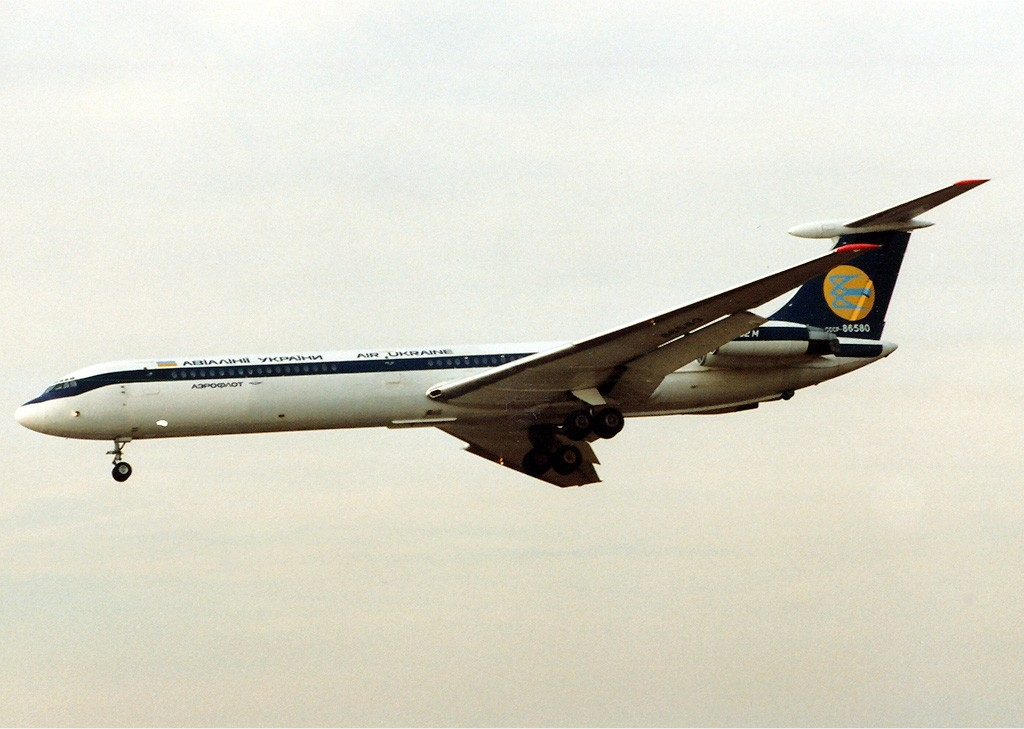
Az Air Ukraine Il–62-es gépe a John F. Kennedy nemzetközi repülőtéren 1992-ben

## Balesetek
- 1992. szeptember 5-én az Air Ukraine CCCP-85269 lajstromjelű Tu–154-es gépe 147 utassal a fedélzetén behúzott futókkal kényszerleszállást hajtott végre a Boriszpili nemzetközi repülőtéren. A futók műszaki hiba miatt nem nyíltak ki. Személyi sérülés nem történt, de a gép olyan mértékű károsodást szenvedett, hogy selejtezni kellett.[1]
- 1993. október 27-én az Air Ukraine UR-67536 lajstromjelű L–410-es gépe Tyumenyben földi gurulás közben pilótahiba miatt a repülőtéren építési munkaterületre vezette a gépet. Személyi sérülés nem történt.[2]
- 1995. január 23-án az Air Ukraine UR-67115 lajstromjelű L–410-es gépe az oroszországi Provigyenyija repülőterén leszállás közben lezuhant. A balesetet műszaki hiba okozta, az egyik hajtómű légcsavarja reverz állásba állítódott. Személyi sérülés nem történt.[3]
- 1995. április 4-én az Air Ukraine UR-26049 lajstromjelű An–26-os gépe Palana repülőteréről történő felszállás közben túlfutott a kifutópályán. A balesetet pilótahiba okozta, a felszálláshoz nem engedték ki a fékeket, ezért a repülőgép nem gyorsult megfelelően. Komolyabb személyi sérülés nem történt.[4]